# Oleksandr Martschenko
Oleksandr Mykolajowytsch Martschenko (ukrainisch Олександр Миколайович Марченко; * 12. Januar 1968 in Cherson) ist ein ehemaliger ukrainischer Ruderer, der bis 1991 für die Sowjetunion antrat. Er gewann eine olympische Bronzemedaille sowie bei Weltmeisterschaften drei Silbermedaillen und einmal Bronze.

## Sportliche Karriere
Der 1,97 m große Martschenko startete bei den Olympischen Spielen 1988 in Seoul zusammen mit Wassili Jakuscha im Doppelzweier und gewann die Bronzemedaille hinter den Booten aus den Niederlanden und der Schweiz. Die beiden hatten sowohl Vorlauf als auch Halbfinale gewonnen, im Finale lagen sie 0,28 Sekunden hinter den Schweizern. Zwei Jahre später belegte Martschenko den siebten Platz im Doppelzweier bei den Weltmeisterschaften 1990.
Bei den Weltmeisterschaften 1993 in Račice u Štětí trat die Ukraine erstmals mit einer eigenen Mannschaft an. Der Doppelvierer mit Oleksandr Martschenko, Leonid Schaposchnykow, Mykola Tschupryna und Oleksandr Saskalko gewann die einzige Medaille für die Ukraine, als er mit über zwei Sekunden Rückstand auf die Deutschen den zweiten Platz vor den Italienern belegte. Im Jahr darauf trat der ukrainische Doppelvierer bei den Weltmeisterschaften 1994 in Indianapolis in der gleichen Besetzung wie im Vorjahr an. Es siegten die Italiener mit anderthalb Sekunden Vorsprung vor den Ukrainern, die Deutschen erhielten diesmal die Bronzemedaille. Bei den Weltmeisterschaften 1995 gewannen die Italiener vor den Deutschen. Bronze ging an den argentinischen Doppelvierer, der 0,11 Sekunden vor den viertplatzierten Ukrainern das Ziel erreichte. 1996 bei den Olympischen Spielen in Atlanta belegten Martschenko, Saskalko, Tschupryna und Schaposchnykow im Vorlauf den letzten Platz und erreichten mit einem zweiten Platz im Hoffnungslauf das Halbfinale. Letztlich belegten sie als Sieger des B-Finales den siebten Platz in der Gesamtwertung.
Bei den Weltmeisterschaften 1997 auf dem Lac d’Aiguebelette gewannen Oleh Lykow, Oleksandr Martschenko, Leonid Schaposchnykow und Oleksandr Saskalko die Bronzemedaille hinter den Italienern und Deutschen. 1998 belegte der ukrainische Doppelvierer im Ruder-Weltcup dreimal einen Medaillenrang. Bei den Weltmeisterschaften in Köln gewannen die Ukrainer das B-Finale. Ein Jahr später bei den Weltmeisterschaften in St. Catharines ruderten die Ukrainer über den Hoffnungslauf ins Finale. Dort siegten die Deutschen mit drei Sekunden Vorsprung vor Lykow, Martschenko, Schaposchnykow und Saskalko. Die vier Ukrainer erreichten bei den Olympischen Spielen 2000 in Sydney das A-Finale und belegten den sechsten Platz. Zum Abschluss seiner Karriere nahm Martschenko im Achter an den Weltmeisterschaften 2003 teil, erreichte aber nur das C-Finale.